# 산동초등학교 (경남)
산동초등학교는 대한민국 경상남도 밀양시에 있는 공립 초등학교이다.

## 학교 연혁
- 1922.04.01. 사립 표충학원 설립
- 1935.03.01. 산동간이학교 설립인가
- 1943.03.31. 산동초등학교 개교
- 1966.04.29. 사자평분교 개교
- 1992.03.01. 고례분교장
- 1996.10.22. 환경교육 시범학교 발표
- 1998.09.01. 고례분교장 폐교
- 2001.11.16. 평생교육 시범학교 발표
- 2005.12.02. 학력향상 시범학교 발표
- 2013.03.01. 제27대 정상원 교장선생님 부임
- 2015.02.17. 제67회 졸업
- 2023.03.31. 개교 80주년

## 참고 자료
- 산동초등학교 - 한국교육학술정보원 학교알리미